# Martí Batres
Martí Batres Guadarrama (Ciudad de México, 26 de enero de 1967) es un político y abogado mexicano, miembro del partido Morena. Es el director general del Instituto de Seguridad y Servicios Sociales de los Trabajadores del Estado (ISSSTE) desde el 5 de octubre de 2024 en el gobierno de la presidenta Claudia Sheinbaum.
Se desempeñó como Jefe de Gobierno de la Ciudad de México, en calidad de sustituto, de 2023 a 2024. Como legislador ha sido diputado de la Asamblea Legislativa del Distrito Federal de 1997 a 2000; en dos ocasiones diputado federal de 2000-2003, de 2012-2015; senador por la Ciudad de México entre 2018 y 2021 y ejerció la presidencia del Senado de México de 2018 a 2019.
Fue Secretario de Desarrollo Social del Gobierno del Distrito Federal de 2006 a 2011 en el gobierno de Marcelo Ebrard; durante la gestión de Claudia Sheinbaum como jefa de gobierno, se desempeñó como secretario de Gobierno de la Ciudad de México entre 2021 y 2023.También Presidente del Comité Ejecutivo Nacional de Morena de 2012 a 2015 y presidente de ese partido en la Ciudad de México.

## Biografía
Nació en la Ciudad de México, estudió el Bachillerato en la Escuela Nacional Preparatoria 7 y la licenciatura en la Universidad Humanitas, Es Maestro en Trabajo Social y Doctor en Estudios Latinoamericanos por la UNAM. Asimismo, tiene un diplomado en Gerencia Política y Opinión Pública de la Universidad George Washington, además de un diplomado en Políticas Sociales Urbanas impartido por Instituto de Investigaciones Sociales de la UNAM. 
Cuando era estudiante de secundaria, participó junto con su hermana Valentina Batres en la marcha conmemorativa de la matanza del Jueves de Corpus en 1971 con el contingente de Iván García Solís del Partido Comunista Mexicano, donde se encontraban Pablo Gómez, Joel Ortega Juárez, Rodolfo Echeverría Martínez y Roberto Zamarripa. A partir de ese momento comenzó su trabajo político repartiendo un volante llamado El Pistón del Partido Comunista Mexicano.
Al fusionarse los partidos de izquierda en agosto de 1981, cuando en una conferencia de prensa conjunta: Arnoldo Martínez Verdugo, secretario general del PCM; Alejandro Gascón Mercado, del Partido del Pueblo Mexicano; Roberto Jaramillo Flores, del Partido Revolucionario Socialista; Miguel Ángel Velasco del Movimiento de Acción y Unidad Socialista y Heberto Castillo del PMT se incorporó al proceso de formación del PSUM.
Como miembro del PSUM, Martí apoyó la campaña a diputado del periodista de Radio Educación Raúl Jardón. En 1983 Martí se integró al Comité Delegacional del PSUM en la Delegación Benito Juárez y en 1987 fue miembro del Consejo Estudiantil Universitario de la UNAM, donde estudió en la Facultad de Economía.

### Carrera política
Como líder estudiantil en la Escuela Nacional Preparatoria 7 de la UNAM, fue uno de los principales activistas del CEU en el movimiento estudiantil de 1986-1987 contra las reformas del rector Jorge Carpizo. Candidato por el CEU a la Comisión Organizadora del Congreso Universitario, junto con Agustín Guerrero y otros dirigentes del CEU. Posteriormente fue miembro fundador de organizaciones sociales, como la Unión Popular Nueva Tenochtitlán y la Unión de Vecinos de la Colonia Doctores.[cita requerida]
Miembro fundador en 1989 del PRD, en 1993 fue elegido como Consejero Nacional del PRD. En 1995 fue miembro del Comité Ejecutivo del PRD en el Distrito Federal. En 1996 fue nombrado Presidente del PRD en la Delegación Benito Juárez.
Se desempeñó como diputado local de la primera Asamblea Legislativa del Distrito Federal, diputado federal a la LVIII Legislatura, en la que fungió como coordinador del grupo parlamentario del PRD.
De abril de 2005 a diciembre de 2006 se desempeñó como Presidente del Partido de la Revolución Democrática en el Distrito Federal.
Fue precandidato del PRD a la Jefatura de Gobierno del Distrito Federal, participó en la encuesta que arrojó como ganador a Miguel Ángel Mancera. Se incorporó al equipo de campaña del exprocurador capitalino como coordinador de Vinculación con Movimientos Sociales.
El 18 de noviembre de 2012 anunció su renuncia como militante del Partido de la Revolución Democrática, tras 24 años de militancia, para integrarse en el Movimiento Regeneración Nacional,del cual fue elegido presidente por 148 votos por el Consejo Nacional de dicha organización el 20 de noviembre de 2012 convirtiéndose en el primer Presidente del Comité Ejecutivo Nacional de morena, por lo que solicitó licencia indefinida a su cargo de diputado federal.
El 30 de agosto del año 2018 rindió protesta como senador de la república, después de haber ganado el puesto a senador con el partido Morena, posteriormente fue elegido presidente de la Mesa Directiva del Senado de la República para el Periodo Ordinario de Sesiones del Primer Año de Ejercicio Constitucional de la LXIV Legislatura.
El 16 de julio de 2021, asumió el cargo de Secretario de Gobierno de la Ciudad de México, nombrado  por la Jefa de Gobierno Claudia Sheinbaum.

### En el Gobierno del Distrito Federal
En 2003 empezó su trayectoria en el Gobierno del Distrito Federal al ser nombrado subsecretario de Gobierno en la administración del Jefe de Gobierno del Distrito Federal Andrés Manuel López Obrador.
De 2006 a 2011 se desempeñó como titular de la Secretaría de Desarrollo Social en el Gobierno del Distrito Federal. 

### Secretaría de Desarrollo Social
El 5 de diciembre de 2006 fue nombrado titular de la Secretaría de Desarrollo Social del Distrito Federal por el Jefe de Gobierno del Distrito Federal, Marcelo Ebrard, cargo en el que permaneció hasta el 6 de septiembre de 2011 cuando fue cesado, después de criticar el saludo de mano de su entonces jefe al Presidente de la República, Felipe Calderón en su mensaje con motivo del Quinto Informe de Gobierno, contrario a lo acordado por su partido, el PRD.

## Trayectoria
- Diputado local de la Asamblea Legislativa del Distrito Federal (1997-2000).
- Presidente de la Comisión de Gobierno de la Asamblea Legislativa del Distrito Federal (1997-2000).
- Diputado federal a la LVIII Legislatura de la H. Cámara de Diputados (2000-2003).
- Presidente de la Junta de Coordinación Política de la H. Cámara de Diputados (2002-2003).
- Subsecretario de Gobierno del Gobierno del Distrito Federal (2003-2005).
- Presidente del Partido de la Revolución Democrática del Distrito Federal (2005-2006).
- Secretario de Desarrollo Social del Gobierno del Distrito Federal  (2006-2011).
- Presidente Nacional del Movimiento Regeneración Nacional (2014-2015).
- Presidente del partido político Morena en la Ciudad de México (2015-2018).
- Senador de la República por el partido político Morena (2018-2021)
- Presidente de la Mesa Directiva del Senado de la República en el primer año de la LXIV Legislatura (2018-2019)
- Secretario de Gobierno de la Ciudad de México (2021-2023)
- Jefe de Gobierno de la Ciudad de México (2023-2024)

## Libros
- Los derechos de las familias en la Ciudad de México
- Las claves de AMLO
- La alternancia sin cambio
- Un Congreso para la transformación
- Un proyecto distinto de Nación
- Universidad mutilada
- Morena y su identidad política